# Priorado de Little Marlow
O Priorado de Little Marlow foi um priorado em Buckinghamshire, na Inglaterra. Foi dirigido por muitos anos como um convento. Foi estabelecido por volta de 1218 e dissolvido em 1536.